# 이재진 (1991년)
이재진(1991년 12월 17일 ~ )은 대한민국의 베이시스트, 배우이다. FT아일랜드의 멤버로 베이스를 맡고 있다.

## 학력
- 양화중학교
- 서울공연예술고등학교[3]
- 디지털서울문화예술대학교

## 음반

### O.S.T
- 《백년의 신부 OST part 1》 (2014년)

## 가수 외 활동

### 드라마
- 2007년 KBS 《못말리는 결혼》 - 왕사백 역
- 2015년 웹드라마 《아부쟁이 얍!》 - 유대치 역
- 2017년 SBS 《언니는 살아있다》 - 나재동 역
- 2018년 iHQ DRAMA 《리치맨》 - 강찬수 역 - 넥스트인 관리팀 직원

### 영화
- 《걷기왕》 (2016년) - 효길 역 (우정출연)

### 방송
- 2007년 Mnet 《두근두근 여친만들기》
- 2013년 On Style 《패션킬라》
- 2018년 MBS 《미스터리 음악쇼 복면가왕》 - 싹 다 불태워라! Bow wow wow 불사조 <참가자>

### 뮤지컬
- 《소나기》 (2009년) - 동석 역
- 《하이스쿨뮤지컬》 (2013년) - 트로이 역
- 《사랑했어요》 (2019년) - 윤기철 역